# Lennart Önfelt
Lennart Olof Önfelt, född 9 augusti 1918 i Önnestads församling, Kristianstads län, död 13 mars 1997 i Åtvids församling, Östergötlands län, var en svensk militär.

## Biografi
Önfelt avlade reservofficersexamen 1939 anställdes som officer på stat 1940. Han befordrades 1947 till kapten vid Svea trängkår (den 1 juli 1949 namnändrat till Svea trängregemente) och var 1949–1950 stabschef vid regementet. Han tjänstgjorde 1953–1955 vid Norrlands trängregemente och 1955–1958 vid Försvarsstaben. År 1958 befordrades han till major och tjänstgjorde 1958–1964 vid Norrlands trängregemente: som bataljonschef 1958–1963 och som utbildningschef 1962–1964. År 1964 befordrades han till överstelöjtnant och tjänstgjorde 1964–1969 vid Göta trängregemente och 1969–1974 vid Svea trängregemente. Han befordrades 1974 till överste och var chef för Svea trängregemente 1974–1978.